# کوتاه جوشاندن

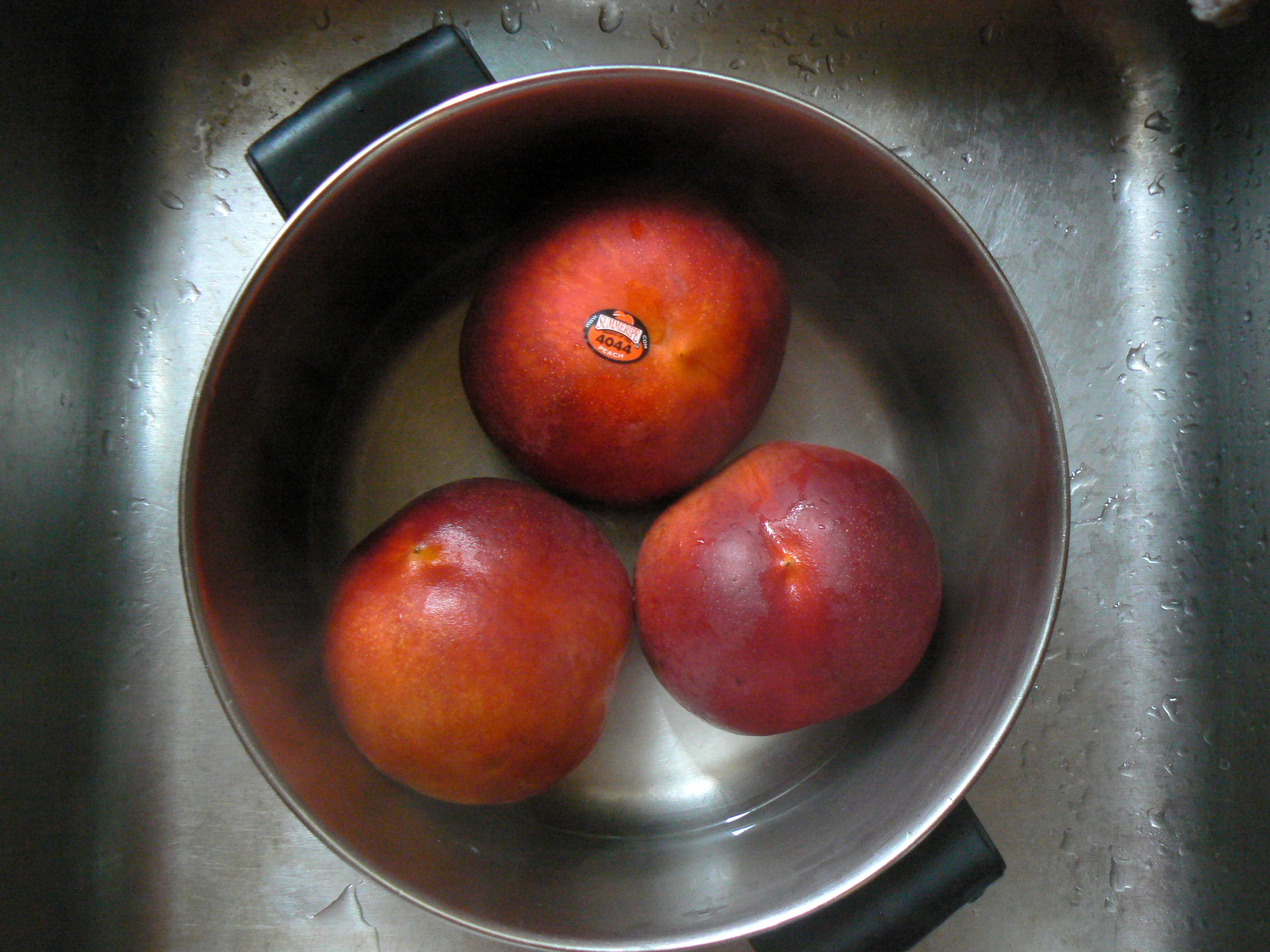
به منظور آسان جدا کردن پوست هلو از روش کوتاه جوشاندن استفاده می‌کنند

کوتاه جوشاندن (به انگلیسی parboiling) یک نوع روش پخت است که در آن ماده غذایی به صورتی جزئی و کوتاه مدت با آب جوش در تماس است. این روش بیشتر برای برنج سبوس دار (پوست دار) انجام می‌شود، به‌طوری‌که با فشار و بخار لازم سبوس برنج را طوری از دانه برنج جدا می‌کنند که مواد غذایی آن از سبوس وارد دانه برنج می‌شود. روش پخت کوتاه جوشاندن برای خالص‌سازی و استخراج ناخالصی‌ها، مواد تلخ و مواد شیمیایی فاقد ارزش غذایی نیز مورد استفاده قرار می‌گیرد، به عنوان مثال برای تهیه ترشی فلفل به منظور استخراج ماده تند آن از این شیوه استفاده می‌شود. به منظور استخراج ماده سردردآور و بیماری زای جیرومیترین (به انگلیسی gyromitrin) از یک نوع قارچ به نام فالس مورلس (به انگلیسی false morels) نیز از این روش بهره می‌برند. نرم کردن برخی سبزیجات پیش از کباب کردن و همچنین شل کردن پوست هلو با هدف راحت پوست کندن آن نیز از کاربردهای این روش پخت است.
منبع
1. ↑  مشارکت‌کنندگان ویکی‌پدیا. «parboiling». در دانشنامهٔ ویکی‌پدیای انگلیسی، بازبینی‌شده در ۲ September ۲۰۱۰.